# Chlorophorus tohokensis
Chlorophorus tohokensis là một loài bọ cánh cứng trong họ Cerambycidae.